# Dyneema

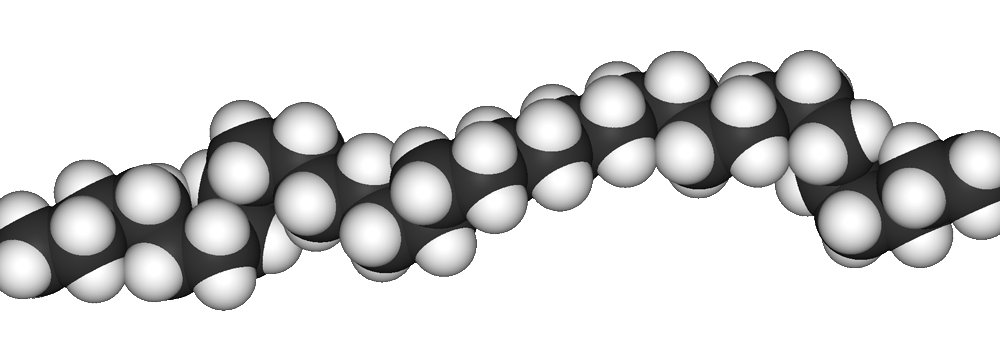
Struktura molekuly polyethylenu

Dyneema® je obchodní značka polyethylenového vlákna s mimořádně vysokou pevností  (UHMWPE). Vlákno vyrábí od roku 1990 firma DMS v Nizozemsku, USA a Japonsku.

## Vlastnosti
Polyethylen sestává z extrémně dlouhých molekulových řetězců, které v procesu zvlákňování mohou dosáhnout až 95 % paralelity a 85 % krystalinity.

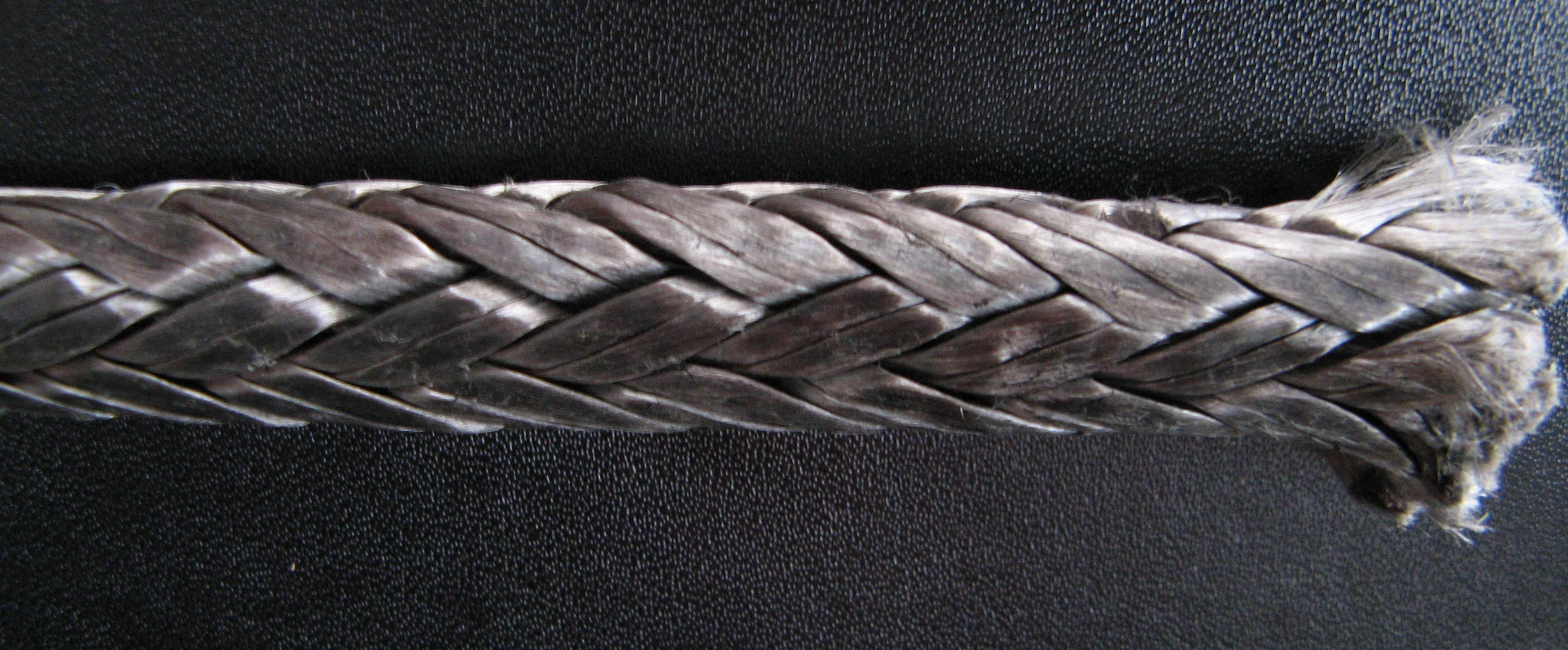
Lano splétané z Dyneemy SK78

Přednosti: Specifická hmotnost 0,97 g/cm³, pevnost vlákna v tahu (Dyneema SK76) je 3,7 GPa (až 349 cN/tex), velmi dobrá odolnost proti většině chemikálií, mikroorganizmům a slunečnímu záření
Nedostatky: variační koeficient pevnosti cca 20 %, deformace (creep) při dlouhodobém zatížení, praktické použití jen při teplotách pod 100 °C, hořlavost LOI<20 

## Výroba
Dyneema se vyrábí technologií gelového zvlákňování. Vlákno se dodává  jen ve formě multifilamentu (ani monofilamenty ani stříž z dyneemy nejsou známé) v jemnostech cca od 5,5 do 264 tex ve svazcích s 20 až 750 kapilárami s jemností 2,2 dtex (rozměry průřezu kolísají mezi 9 a 30 µm).
Na začátku tohoto století byla ve světě instalována kapacita na roční výrobu cca 2500 tun.
Kromě Dyneemy se od UHMWPE odvozuje i vlákno Spectra od firmy Honeywell s mírně odlišnými vlastnostmi.

## Použití
- Šňůry a lana[5]

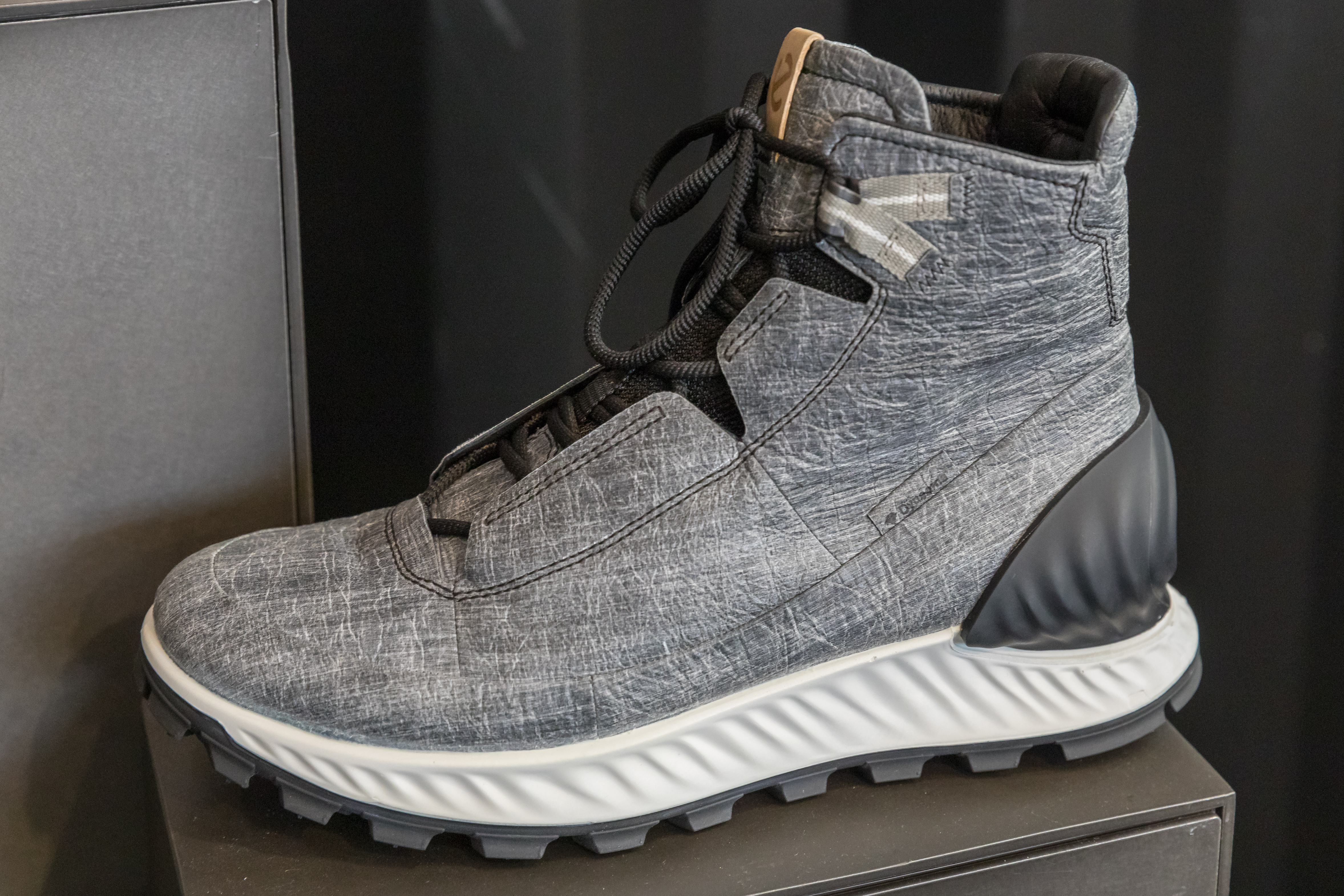
Kůže na obuv. svršcích zpevněná dyneemou

- Ochranné oděvy: neproříznutelné rukavice, outdoorové ponožky[6], brnění (lamináty a kompozity s tkaninami z dyneemy)[7]
- Chirurgické nitě : Dyneema Purity®[8]